# Dauh Yeh Cani
Dauh Yeh Cani is een bestuurslaag in het regentschap Badung van de provincie Bali, Indonesië. Dauh Yeh Cani telt 5909 inwoners (volkstelling 2010).